# Slayers
Slayers (スレイヤーズ Sureiyāzu?) és una franquícia multimèdia iniciada en una sèrie de novel·les creades el 1990 per Hajime Kanzaka i il·lustrades per Rui Araizumi que han tingut adaptacions en manga, sèries d'anime, videojocs i altres formats. Combina fantasia i comèdia. Narra les aventures de Lina Inverse, una jove fetillera, i el seu fidel amic i guardaespatlles Gourry Gabriev. La història succeeix en un món en el qual existeix la màgia, dracs, elfs, dimonis (mazoku) i altres éssers "mítics". La sèrie d'anime és considerada de les més popular a la dècada del 1990.

## Història i relació entre obres de la franquícia
L'obra inicial fou la sèrie de novel·les amb guió de Hajime Kanzaka i il·lustracions de Rui Araizumi publicada entre el 1990 i el 2000, amb 15 novel·les. El manga basat en aquestes novel·les Slayers fou compilat en un tankobou el juliol de 1995 (publicat a la revista Dragon Comics per l'editorial Kadokawa Shoten). Entre 1995 i el 2001 es publica en 8 toms la segona sèrie de còmics: Slayers Choubakumadouden. La tercera sèrie, Slayers Special, fou publicada en 4 volums entre el 2000 i el 2001. El 2002 es publicà el tom Slayers Premium. El 2003 es publicà la sèrie de còmics Slayers: Knight of Aqualord.
La sèrie d'anime va aparèixer en reacció al tom del 1995 Slayers i amb la sèrie de televisió una adaptació d'aquesta en còmic anomenat Choubakumadouden Slayers. El quart tom d'aquesta sèrie de còmics no adaptava la sèrie d'anime, sinó la pel·lícula Slayers Return: The Motion Picture R (estrenada el 3 d'agost de 1996).
Les distintes temporades de la sèrie d'anime són:
- Slayers (1995-): 26 episodis. Feta per l'estudi J.C. Staff.
- Slayers Next: 26 episodis. Feta per l'estudi J.C. Staff.
- Slayers Try (-1997): 26 episodis. Feta per l'estudi J.C. Staff.[7]
- Slayers Revolution (2008): 13 episodis.
- Slayers Evolution-R (2009)

Les sèries d'anime no són adaptacions de les novel·les, sinó històries alternatives. Les cançons d'apertura i de finalització de les primeres quatre sèries són cantades per Megumi Hayashibara.
Slayers Revolution tingué una adaptació al manga.
Slayers és el nom d'un videojoc de rol per a NEC PC-9801.

## Difusió de les obres
A Espanya es van emetre les tres primeres sèries d'anime.
Als Estats Units es va doblar la quarta sèrie d'anime.